# Tour of the Alps 2019
Il Tour of the Alps 2019, quarantatreesima edizione della corsa, valido come evento dell'UCI Europe Tour 2019 categoria 2.HC e della Ciclismo Cup 2019, si svolse in cinque tappe dal 22 al 26 aprile 2019 su un percorso di 710,8 km, con partenza da Kufstein (Austria) e arrivo a Bolzano (Italia). La vittoria fu appannaggio del russo Pavel Sivakov, che completò il percorso in 18h58'00", alla media di 37,476 km/h, precedendo il britannico Tao Geoghegan Hart e l'italiano Vincenzo Nibali.
Sul traguardo di Bolzano 82 ciclisti, su 132 partiti da Kufstein, portarono a termine la competizione.

## Tappe
| Tappa  | Data      | Percorso                          | km    | Vincitore di tappa | Leader cl. generale |
| ------ | --------- | --------------------------------- | ----- | ------------------ | ------------------- |
| 1ª     | 22 aprile | Kufstein (AUT) > Kufstein (AUT)   | 144   | Tao Geoghegan Hart | Tao Geoghegan Hart  |
| 2ª     | 23 aprile | Reith im Alpbachtal (AUT) > Scena | 178,7 | Pavel Sivakov      | Pavel Sivakov       |
| 3ª     | 24 aprile | Salorno > Baselga di Piné         | 106,3 | Fausto Masnada     | Pavel Sivakov       |
| 4ª     | 25 aprile | Baselga di Piné > Cles            | 134   | Tao Geoghegan Hart | Pavel Sivakov       |
| 5ª     | 26 aprile | Caldaro > Bolzano                 | 147,8 | Fausto Masnada     | Pavel Sivakov       |
| Totale | Totale    | Totale                            | 710,8 |                    |                     |

## Squadre e corridori partecipanti
| N.    | Cod. | Squadra                     |
| ----- | ---- | --------------------------- |
| 1-6   | TBM  | Bahrain-Merida              |
| 11-17 | BOH  | Bora-Hansgrohe              |
| 21-27 | AST  | Astana Pro Team             |
| 32-37 | ALM  | AG2R La Mondiale            |
| 41-47 | GAZ  | Gazprom-RusVelo             |
| 51-56 | SKY  | Team Sky                    |
| 61-67 | PCB  | Team Arkéa-Samsic           |
| 71-77 | NIP  | Nippo-Vini Fantini-Faizanè  |
| 81-87 | MZN  | Manzana Postobón Team       |
| 91-97 | ANS  | Androni Giocattoli-Sidermec |

| N.      | Cod. | Squadra                       |
| ------- | ---- | ----------------------------- |
| 101-106 | CJR  | Caja Rural-Seguros RGA        |
| 111-117 | BRD  | Bardiani CSF                  |
| 121-127 | EUS  | Euskadi Basque Country-Murias |
| 131-137 | NSK  | Neri Sottoli Selle Italia KTM |
| 141-147 | VBG  | Team Vorarlberg Santic        |
| 151-157 | TIR  | Tirol KTM Cycling Team        |
| 162-167 | CPK  | Team Colpack                  |
| 171-177 | RSW  | Team Felbermayr Simplon Wels  |
| 181-187 | GTV  | Giotti Victoria               |
| 191-197 | ITA  | Italia                        |

## Dettagli delle tappe

### 1ª tappa
- 22 aprile: Kufstein (AUT) > Kufstein (AUT) – 144 km

Risultati
| Pos. | Corridore          | Squadra    | Tempo    |
| ---- | ------------------ | ---------- | -------- |
| 1    | Tao Geoghegan Hart | Sky        | 3h30'48" |
| 2    | Alex Aranburu      | Caja Rural | s.t.     |
| 3    | Roland Thalmann    | Vorarlberg | s.t.     |

| Pos. | Corridore          | Squadra    | Tempo    |
| ---- | ------------------ | ---------- | -------- |
| 1    | Tao Geoghegan Hart | Sky        | 3h30'38" |
| 2    | Roland Thalmann    | Vorarlberg | a 6"     |
| 3    | Pello Bilbao       | Astana     | a 10"    |

### 2ª tappa
- 23 aprile: Reith im Alpbachtal (AUT) > Scena – 178,7 km

Risultati
| Pos. | Corridore       | Squadra | Tempo    |
| ---- | --------------- | ------- | -------- |
| 1    | Pavel Sivakov   | Sky     | 4h58'17" |
| 2    | Jan Hirt        | Astana  | a 4"     |
| 3    | Mattia Cattaneo | Androni | a 17"    |

| Pos. | Corridore       | Squadra | Tempo    |
| ---- | --------------- | ------- | -------- |
| 1    | Pavel Sivakov   | Sky     | 8h28'55" |
| 2    | Jan Hirt        | Astana  | a 8"     |
| 3    | Mattia Cattaneo | Androni | a 23"    |

### 3ª tappa
- 24 aprile: Salorno > Baselga di Piné – 106,3 km

Risultati
| Pos. | Corridore          | Squadra | Tempo    |
| ---- | ------------------ | ------- | -------- |
| 1    | Fausto Masnada     | Androni | 2h58'08" |
| 2    | Tao Geoghegan Hart | Sky     | a 5"     |
| 3    | Rafał Majka        | Bora    | s.t.     |

| Pos. | Corridore       | Squadra | Tempo     |
| ---- | --------------- | ------- | --------- |
| 1    | Pavel Sivakov   | Sky     | 11h27'08" |
| 2    | Jan Hirt        | Astana  | a 8"      |
| 3    | Mattia Cattaneo | Androni | a 23"     |

### 4ª tappa
- 25 aprile: Baselga di Piné > Cles – 134 km

Risultati
| Pos. | Corridore          | Squadra      | Tempo    |
| ---- | ------------------ | ------------ | -------- |
| 1    | Tao Geoghegan Hart | Sky          | 3h26'32" |
| 2    | Vincenzo Nibali    | Bahrain-Mer. | s.t.     |
| 3    | Rafał Majka        | Bora         | s.t.     |

| Pos. | Corridore          | Squadra | Tempo     |
| ---- | ------------------ | ------- | --------- |
| 1    | Pavel Sivakov      | Sky     | 14h53'40" |
| 2    | Tao Geoghegan Hart | Sky     | a 27"     |
| 3    | Rafał Majka        | Bora    | a 31"     |

### 5ª tappa
- 26 aprile: Caldaro > Bolzano – 147,8 km

Risultati
| Pos. | Corridore       | Squadra      | Tempo    |
| ---- | --------------- | ------------ | -------- |
| 1    | Fausto Masnada  | Androni      | 4h02'06" |
| 2    | Carlos Quintero | Manzana      | a 7"     |
| 3    | Simone Velasco  | Neri Sottoli | a 1'31"  |

| Pos. | Corridore          | Squadra      | Tempo     |
| ---- | ------------------ | ------------ | --------- |
| 1    | Pavel Sivakov      | Sky          | 18h58'00" |
| 2    | Tao Geoghegan Hart | Sky          | a 27"     |
| 3    | Vincenzo Nibali    | Bahrain-Mer. | a 33"     |

## Evoluzione delle classifiche
| Tappa              | Vincitore          | Classifica generale Maglia fucsia | Classifica scalatori Maglia verde | Classifica sprint intermedi Maglia rossa | Classifica giovani Maglia bianca | Classifica a squadre |
| ------------------ | ------------------ | --------------------------------- | --------------------------------- | ---------------------------------------- | -------------------------------- | -------------------- |
| 1ª                 | Tao Geoghegan Hart | Tao Geoghegan Hart                | Emil Dima                         | Matthias Krizek                          | Aleksandr Vlasov                 | Astana Pro Team      |
| 2ª                 | Pavel Sivakov      | Pavel Sivakov                     | Sergio Samitier                   | Maximilian Kuen                          | Pavel Sivakov                    | Astana Pro Team      |
| 3ª                 | Fausto Masnada     | Pavel Sivakov                     | Sergio Samitier                   | Maximilian Kuen                          | Pavel Sivakov                    | Astana Pro Team      |
| 4ª                 | Tao Geoghegan Hart | Pavel Sivakov                     | Sergio Samitier                   | Matthias Krizek                          | Pavel Sivakov                    | Team Sky             |
| 5ª                 | Fausto Masnada     | Pavel Sivakov                     | Sergio Samitier                   | Matthias Krizek                          | Pavel Sivakov                    | Team Sky             |
| Classifiche finali | Classifiche finali | Pavel Sivakov                     | Sergio Samitier                   | Matthias Krizek                          | Pavel Sivakov                    | Team Sky             |

Maglie indossate da altri ciclisti in caso di due o più maglie vinte
- Nella 3ª tappa Miguel Eduardo Flórez ha indossato la maglia bianca al posto di Pavel Sivakov.
- Nella 4ª e 5ª tappa Aleksandr Vlasov ha indossato la maglia bianca al posto di Pavel Sivakov.

## Classifiche finali

### Classifica generale - Maglia fucsia
| Pos. | Corridore          | Squadra    | Tempo     |
| ---- | ------------------ | ---------- | --------- |
| 1    | Pavel Sivakov      | Sky        | 18h58'00" |
| 2    | Tao Geoghegan Hart | Sky        | a 27"     |
| 3    | Vincenzo Nibali    | Bahrain    | a 33"     |
| 4    | Mattia Cattaneo    | Androni    | a 1'03"   |
| 5    | Fausto Masnada     | Androni    | a 1'13"   |
| 6    | Rafał Majka        | Bora       | a 1'46"   |
| 7    | Jan Hirt           | Astana     | a 2'03"   |
| 8    | Dario Cataldo      | Astana     | a 2'58"   |
| 9    | Roland Thalmann    | Vorarlberg | a 3'14"   |
| 10   | Aleksandr Vlasov   | Gazprom    | a 4'27"   |

### Classifica scalatori - Maglia verde
| Pos. | Corridore       | Squadra         | Punti |
| ---- | --------------- | --------------- | ----- |
| 1    | Sergio Samitier | Euskadi         | 23    |
| 2    | Carlos Quintero | Manzana         | 21    |
| 3    | Emil Dima       | Giotti Victoria | 9     |
| 4    | Simone Velasco  | Neri Sottoli    | 9     |
| 5    | Rafał Majka     | Bora            | 8     |

### Classifica sprint intermedi - Maglia rossa
| Pos. | Corridore         | Squadra    | Punti |
| ---- | ----------------- | ---------- | ----- |
| 1    | Matthias Krizek   | Felbermayr | 12    |
| 2    | Maximilian Kuen   | Vorarlberg | 12    |
| 3    | Roland Thalmann   | Vorarlberg | 6     |
| 4    | Michele Corradini | Italia     | 6     |
| 5    | Tobias Bayer      | Tirol      | 6     |

### Classifica giovani - Maglia bianca
| Pos. | Corridore        | Squadra  | Tempo     |
| ---- | ---------------- | -------- | --------- |
| 1    | Pavel Sivakov    | Sky      | 18h58'00" |
| 2    | Aleksandr Vlasov | Gazprom  | a 4'27"   |
| 3    | Miguel Flórez    | Androni  | a 22'47"  |
| 4    | Luca Covili      | Bardiani | a 23'15"  |
| 5    | Georg Zimmermann | Tirol    | a 35'53"  |

### Classifica a squadre
| Pos. | Squadra                       | Tempo     |
| ---- | ----------------------------- | --------- |
| 1    | Team Sky                      | 57h00'00" |
| 2    | Astana Pro Team               | a 3'06"   |
| 3    | Androni Giocattoli-Sidermec   | a 19'27"  |
| 4    | Bahrain-Merida                | a 22'01"  |
| 5    | Neri Sottoli Selle Italia KTM | a 34'05"  |